# Ferdinando Colonna de Stigliano (2e prince de Sonnino)

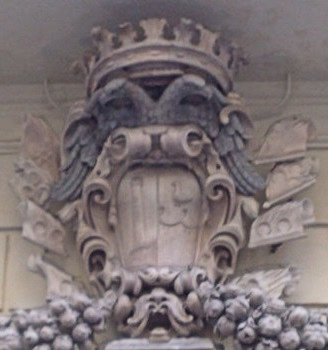
Armoiries de l'unification des maisons van den Eynde et Colonna.

Ferdinando Colonna, 2e prince de Sonnino et 3e marquis de Castelnuovo (Grandesse d'Espagne), né le 21 septembre 1695 à Naples, où il meurt le 24 février 1775, est un aristocrate italien de la famille Colonna. Il est prince de Sonnino, marquis de Castelnuovo, grand d'Espagne, chevalier de l'ordre de Saint-Janvier et maître papal du cheval. Il est le fils de Giuliano Colonna de Stigliano, 1er prince de Sonnino, fils de Clelia Cesarini et Filippo Colonna, et de Giovanna van den Eynde, fille d'Olimpia Piccolomini et de Ferdinand van den Eynde, 1er marquis de Castelnuovo, d'après qui il est nommé.

## Biographie
Ferdinand n'est pas le premier-né, mais avec l'entrée de son frère aîné Girolamo dans les Chevaliers de Malte en 1714, et la mort de Lorenzo (le premier-né de Giuliano et Giovanna) en 1715, il se retrouve soudainement dans la position d'héritier présumé.
Ferdinand devient ensuite gentilhomme de la Chambre du Roi de Naples en 1734, Chevalier de l'Ordre de Saint-Janvier en 1738, Maître Papal du Cheval la même année, et Grand d'Espagne en 1764.
Son fils Marcantonio devient vice-roi du royaume de Sicile ainsi que capitaine général de ce dernier.
Ferdinand meurt à Naples le 24 février 1775.